# Habitable Worlds Observatory
Habitable Worlds Observatory (HWO, рус. Обсерватория обитаемых миров) — проект космического телескопа, работающего в ультрафиолетовом, оптическом и инфракрасном диапазонах, разрабатываемый НАСА. Проект был рекомендован Национальной академией наук США в рамках десятилетнего плана исследований по астрономии и астрофизике в 2020 году. Должен стать одной из новых «великих обсерваторий». Запуск миссии возможен в начале 2040-х годов.

## Цели и задачи
Главной целью миссии Habitable Worlds Observatory будет обнаружение не менее 25 потенциально жизнепригодных экзопланет и поиск на них следов жизни.

## Описание
Разрабатываемый космический телескоп объединил в себе наработки, ранее сделанные в ходе разработки проектов телескопов LUVOIR и Habitable Exoplanet Observatory (HabEx). Планируется разместить его на гало-орбите в точке Лагранжа L2 системы Солнце — Земля. Диаметр основного зеркала телескопа составит не менее 6 метров. При помощи спектроскопии планируется найти биосигнатуры в атмосферах экзопланет, включая кислород и метан.